# Осмонь (река)
Осмо́нь (варианты: Асмонь, Большая Осмон, Османка) — река в Курской и Орловской областях России, правый приток Свапы.

## Описание
Протяжённость реки — 32 км, направление течения — с севера на юг. Река берёт начало в селе Осмонь Дмитровского района Орловской области. Далее протекает по территориям Железногорского и Дмитриевского районов Курской области. Впадает в Свапу на западной окраине урочища Колпинская дача, недалеко от деревни Моршнево.

## Происхождение названия
Название реки происходит от древнеиранского слова asman — «камень», сравните Каменная Осмонька.

## Притоки
Правые: Каменная Осмонька
Левые: Смородинка

## Населённые пункты на Осмони
От истока к устью расположены следующие населённые пункты:
Орловская область: Осмонь, Новогеоргиевский, Петровский;
Курская область: Уютный, Светловка, Лубошево, Красный, Круглый, Клишино, Пролетарский, Полозовка, Пальцево, Новопальцевский.